# Cueva de Ágreda
Cueva de Ágreda település Spanyolországban, Soria tartományban. Cueva de Ágreda Beratón, Ólvega, Ágreda és Añón de Moncayo községekkel határos. Lakosainak száma 69 fő (2024).

## Népesség
A település népessége az elmúlt években az alábbi módon változott:
| Lakosok száma | 98   | 95   | 99   | 88   | 87   | 82   | 70   | 73   | 72   | 69   |
|               | 2001 | 2004 | 2007 | 2009 | 2012 | 2014 | 2017 | 2019 | 2022 | 2024 |